# Портрет Вильгельма I Оранского
Портрет Вильгельма I Оранского (нидерл. Willem I, prins van Oranje) — картина голландского живописца Адриана Томаса Кея, созданная в 1579 году в Антверпене. На портрете изображен национальный герой принц Оранский, граф Нассауский, первый штатгальтер Голландии и Зеландии, лидер Нидерландской буржуазной революции — Вильгельм I Оранский.

## История создания
Вильгельм I Оранский — дипломат, политик, впоследствии первый штатгальтер, возглавивший восстание голландцев против испанского владычества. Постоянно пребывавший в разъездах и организовавший повсеместные восстания, он не имел, по всей видимости, времени, чтобы позировать художникам. Его внешность известна нам благодаря нескольким портретам, самым узнаваемым из которых является работа Адриана Томаса Кея. Портрет был выполнен в 1579 году (ссылаясь на информацию с профиля картины на сайте Рейксмюсеума) и отображает позирующего в последние пять лет его жизни.
Написанию картины предшествовали следующие ключевые события: назначение Вильгельма Оранского штатгальтером Нидерландов с 1572 года и назначение на пост руварда (высшая административная должность) Брабанта в 1577 г.На это время приходится пик его политической и управленческой карьеры. Чтобы бороться с испанскими войсками, Вильгельм I Оранский ищет иностранных союзников. Стоит предположить, что именно для собственной узнаваемости среди голландского населения и международных партнеров и был заказан портрет, с которого впоследствии можно было срисовывать гравюры. Для выполнения этой задачи был приглашен фламандский портретист Адриан Томас Кей.
На сегодняшний день официально известно о трех картинах с изображением Вильгельма I Оранского, которые являются производными от ныне утерянного оригинала. Одна картина находится в Музее Тиссена-Борнемиса (Museo Thyssen-Bornemisza, Мадрид), вторая в Маурицхейс (Mauritshuis, Гаага), а третья в Рейксмюсеум, (Rijksmuseum, Амстердам). Именно работа в последнем считается лучшей и более приближенной к оригиналу.

## Описание
Портрет Вильгельма I Оранского известен в двух версиях, а все три ныне размещенные в музеях картины являются производными от ныне утерянного оригинала. Адриан Томас Кей изобразил позирующего на полностью темном фоне, в сочетании с которым телесные тона сильнее выделяются, как и белый воротник и вышивка серыми и золотыми нитями на одежде. Особенно четко и детализировано передано лицо, передающее индивидуальные черты со множеством деталей. Вильгельм I Оранский изображен в возрасте 46 лет, на что указывает дата в левом верхнем углу портрета. В версии портрета в музее Гааги цифра уменьшается с левой стороны, отсутствуют плечо и рука, а лицо изображено более суровым.
Портрет относится к поджанру — исторический портрет. По характеру изображения — камерный портрет. Оформление — безрамный. По типу фона портрет относится к нейтральным (в данном случае на темном), поскольку целью являлось сосредоточение внимания исключительно на лице изображенной личности. Техника выполнения — масло. Типизация по форме — вертикальный формат. Композиция по формату — погрудный портрет, с поворотом головы в четверть.